# Козиця (Тирговиштська область)
Кози́ця (болг. Козица) — село в Тирговиштській області Болгарії. Входить до складу общини Попово.

## Населення
За даними перепису населення 2011 року у селі проживали 324 особи.
Національний склад населення села:
| Національність   | Кількість осіб | Відсоток |
| ---------------- | -------------- | -------- |
| турки            | 249            | 88,0%    |
| болгари          | 9              | 3,2%     |
| цигани           | 0              | 0%       |
| інша             | 25             | 8,8%     |
| не визначились   | 0              | 0%       |
| Всього відповіли | 283            |          |

Розподіл населення за віком у 2011 році:
Динаміка населення: